# تحيا فلسطين (منظمة)
تحيا فلسطين (Viva Palestina)؛ هي منظمة خيرية مقرها بريطانيا. نشأت المنظمة في كانون الثاني (يناير) 2009 كعمل مبدئي لإدارة قوافل المساعدات الإنسانية إلى قطاع غزة. تسعى المؤسسة لتوفير الغذاء والدواء والسلع والخدمات الأساسية التي يحتاجها السكان المدنيون من المملكة المتحدة للأراضي الفلسطينية المُحتلة وتسليط الضوء على أسباب ونتائج الحروب بهدف تحقيق السلام.

## الخلفية
تأسست المنظمة أثناء الحرب على غزة في يناير 2009 من قبل مجموعة تضم السياسي البريطاني جورج غالوي.

## القافلة الأولى (أوائل عام 2009)
في 14 شباط / فبراير 2009، بعد جمع أكثر من مليون جنيه إسترليني من المساعدات الإنسانية في أقل من أربعة أسابيع، أطلق مئات المتطوعين القافلة الأولى المؤلفة من حوالي 110 مركبة مخصصة للاستخدام في غزة. ومن بين هؤلاء سيارة إطفاء تبرع بها اتحاد رجال الإطفاء (FBU) واثنتي عشرة سيارة إسعاف وقارب وشاحنات مليئة بالأدوية والأدوات والملابس والبطانيات والهدايا للأطفال. مر عبر الطريق البالغ طوله 5000 ميل عبر بلجيكا وفرنسا وإسبانيا والمغرب والجزائر وتونس وليبيا ومصر.
في 20 فبراير، أدان جالاوي شرطة لانكشاير بعد أن ألقت القبض على تسعة من المتطوعين بموجب قانون الإرهاب قبل يوم واحد من إطلاق القافلة. وقال: «من الواضح أن الاعتقالات تم توقيتها عمدًا عشية مغادرة القافلة. وقد تم إرسال صور الخطف البارز على M65 (طريق سريع) على الفور إلى الصحافة لتعظيم الجدارة الإخبارية للتشويه الذي تم ارتكابه على القافلة.». أفادت منظمة تحيا فلسطين عن انخفاض في التبرعات بنسبة 80٪ بعد بث البي بي سي للاعتقالات والمزاعم. وأُطلق سراح جميع المعتقلين فيما بعد دون توجيه تهم إليهم.
سافرت قناة «برس تي في» التلفزيونية الإخبارية الإيرانية مع القافلة عبر مراسلين مضمنين، فيما قام حسن غاني وإيفون ريدلي بعمل فيلم وثائقي عنها.
وصلت القافلة إلى غزة عبر معبر رفح في 9 مارس 2009، مصحوبة بنحو 180 شاحنة إضافية من المساعدات تبرعت بها مؤسسة القذافي الليبية والمنظمة الدولية للسلام والرعاية والإغاثة (IOPCR). لم يُسمح لهذه الشاحنات بالعبور مع القافلة البريطانية وأعيد توجيهها عبر الكيان الصهيوني. لم يتم تسليم كل المساعدات البريطانية. في العريش فتشت السلطات المصرية جميع المركبات التي تتلقى أي مساعدات لا تعتبرها طبية. ومع ذلك، نجحت جميع المركبات في العبور باستثناء سيارة الإطفاء والقارب اللذان تم حظرهما أيضًا من قبل الحكومة المصرية. ومن المقرر أن يتم تسليم القارب في وقت لاحق على شكل أسطول من المراكب التي تنوي شركة تحيا فلسطين نقلها إلى ميناء غزة. قاد القافلة بشكل عام كيفين أوفيندين. ولدى عودته إلى الوطن، رحب به أنصاره.

## «قافلة» محمولة جواً تابعة للولايات المتحدة (منتصف عام 2009)
تم نقل وفد من الولايات المتحدة، بالإضافة إلى المنظمين المقيمين في المملكة المتحدة، إلى مصر. ثم سمح كيان الصهيوني لـ «القافلة من 200 ناشط أمريكي... بالعبور إلى قطاع غزة عبر مصر» في 17 يوليو 2009. ورُفضت الكثير من مساعداتهم (بما في ذلك 33 سيارة جيلي صغيرة صينية الصنع تعمل بالبنزين سعة 1.6 لتر). قاد العملية جورج غالوي والمحارب السابق في حرب فيتنام رون كوفيك.
وأعربت رابطة مكافحة التشهير عن مخاوفها من أن القافلة ستساعد حماس وطالبت وزارة العدل الأمريكية بالتحقيق في الأمر. لتهدئة المخاوف من أن المتطوعين الأمريكيين سيواجهون صعوبات قانونية عند عودتهم إلى ديارهم، وافقت حماس على السماح بتسليم المساعدات مباشرة إلى المنظمات غير الحكومية وليس من خلال حكومتهم.

## القافلة الثالثة (أواخر عام 2009)
في 6 كانون الأول (ديسمبر) 2009، غادرت لندن قافلة تحيا فلسطين الثالثة. هذه القافلة، وهي الثانية التي تغادر المملكة المتحدة براً، كانت مكونة من متطوعين من عدة دول. جمعت دعمًا إضافيًا في اسطنبول ودمشق، وسافرت عبر فرنسا وبلجيكا ولوكسمبورغ وألمانيا والنمسا وإيطاليا واليونان وتركيا وسوريا والأردن، عادت عبر سوريا مرة أخرى، وأخيراً مصر قبل دخول غزة عبر رفح. كان تاريخ الدخول المُفترض هو 27 ديسمبر 2009، الذكرى السنوية الأولى للصراع الإسرائيلي-غزة 2008-2009 ، لكن الدخول الفعلي حدث في 7 يناير 2010.
في 5 يناير 2010، اندلعت اشتباكات بين عناصر القافلة والشرطة المصرية في العريش بعد منع جزء من القافلة من دخول غزة. في اليوم التالي، خلال احتجاجات تضامنية عند حدود رفح وفي انتظار وصول القافلة، اندلع العنف بالجانب الفلسطيني مما أدى إلى نقل ثلاثة فلسطينيين على الأقل إلى المستشفى ومقتل شرطي مصري.
في 7 يناير، نشرت الديمقراطية الآن - إلى جانب مقابلة مع غالوي - أن القافلة نجحت في عبور الحدود المصرية مع غزة وبدأت في توزيع الأدوية.
في 8 يناير، تم ترحيل جورج غالاوي من مصر وأعلن أنه شخص غير مرغوب فيه. ووصف وزير الخارجية المصري أحمد أبو الغيط قافلة المساعدات بأنها «هزلية» وقال إن البلاد لن تسمح بعد الآن لقوافل التضامن هذه بالدخول إلى المنطقة الساحلية التي تديرها حماس.

## الإعلانات
في أواخر عام 2009، قال جورج غالاوي، مؤسس منظمة تحيا فلسطين، إنه كان يخطط للمزيد من قوافل تحيا فلسطين. «العام المُقبل سنحضر في قافلة تحيا فلسطين هوغو تشافيز من فنزويلا، ربما واحدة من إيران التي نناقشها حاليًا. ويسأل أشخاص من دول أخرى مثل أستراليا وجنوب إفريقيا أيضًا عما إذا كان بإمكانهم المشاركة». في وقت لاحق، في مقابلة أجريت في 11 يناير 2010 مع أنس التكريتي على قناة الحوار العربية في الشتات التي تتخذ من بريطانيا مقراً لها، قال غالاوي إن احتمال حدوث وصلة شافيز أقل مما كانت عليه، لكن تحيا فلسطين ستدخل ميناء غزة عن طريق البحر. وهذا مشابه لمشاريع حركة غزة الحرة.

## أسطول غزة بقيادة تركيا (منتصف 2010)

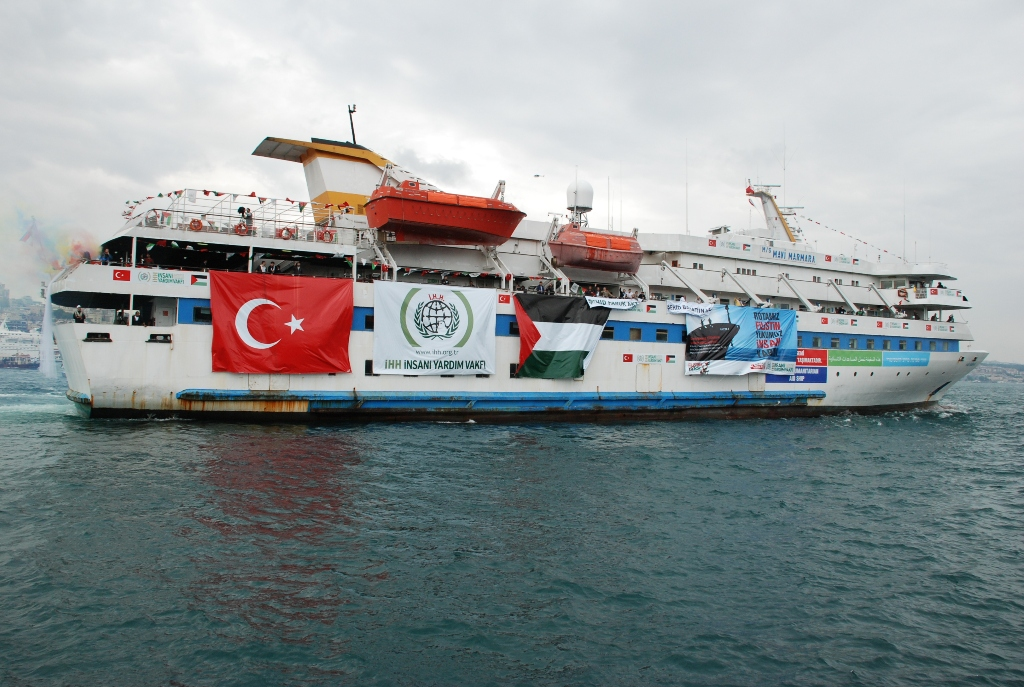
سفينة مافي مرمرة في طريقها إلى غزة

كانت فاطمة محمدي وكيفين أوفندن ونيكولا إنشمارش من تحيا فلسطين على متن سفن أسطول غزة الذي أغار عليه الإسرائيليون. تم تنظيم القافلة مع منظمة هيئة الإغاثة الإنسانية وحقوق الإنسان والحريات التركية الخيرية (IHH). وأرسلت المُنظمة سفينة مرمرة، التي كانت تحمل أيضًا مندوبين من منظمة تحيا فلسطين، والتي قتل فيها تسعة أشخاص على يد الكوماندوز الإسرائيلي. حركة غزة الحرة، التي كانت لديها خبرة في إرسال القوارب في السابق، أرسلت إم في راشيل كوري.

## أًنظر أيضاً
- مجزرة أسطول الحرية
- هيئة الإغاثة الإنسانية وحقوق الإنسان والحريات
- حركة غزة الحرة
- أهلا في فلسطين
- حملة التضامن مع فلسطين

## روابط خارجية
- Viva Palestina (الموقع الرسمي - تتم إعادة التوجيه الآن إلى موقع VP Malaysia على الويب (في أبريل 2017)).
- Road to Hope (موقع الويب ميت في أبريل 2017)، وهو مشروع آخر قام به بعض متطوعي Viva Palestina.
- جولي ويب، Viva Palestina Still في سوريا ، هافانا تايمز ، 19 أكتوبر 2010.